# 阿塞拜疆国家安全部
阿塞拜疆共和國國家安全部是阿塞拜疆内阁的一个情报机构以及中央的行政机构，负责执行阿塞拜疆共和国法律相关规定的安全及刑事要求。该局主要负责获取和分析有关国外事务、公司及个人的信息，还会对跨国公司进行情报与反情报的工作，保护国家秘密，以及揭露、预防和侦查潜在犯罪。2015年12月14日，阿塞拜疆总统伊利哈姆·阿利耶夫签署了一项法令将该部门划分为两个独立部门——国内安全部门和国外情报部门。

## 历史
1991年11月1日，阿塞拜疆国家安全部在苏联国家安全委员会的人力资源基础上成立。随着同年12月26日苏联解体，苏联地区的代表们纷纷离开当局，随后阿塞拜疆政府召集了大量国内的安全专家上位顶替。
2008年，阿塞拜疆国家安全部逮捕了18位“基地”组织(AI-Qaeda)成员，涉嫌参与袭击一座位于巴库的清真寺。

## 机构
阿塞拜疆国家安全部为国际情报机关，其章程规定其必须遵守相关国际法律条约。其与国外一些情报部门亦有合作，其中包括伊朗和土耳其的国家情报局。

## 部长

### 阿塞拜疆国家安全部历年部长
| 部长 | 部长                                            | 任期期间       | 任期期间       | 任期期间 | 党派               | 时任总统            | 上任 | 来源   |
| 肖像 | 姓名                                            | 任期开始       | 任期结束       | 天数     | 党派               | 时任总统            | 上任 | 来源   |
| ---- | ----------------------------------------------- | -------------- | -------------- | -------- | ------------------ | ------------------- | ---- | ------ |
|      | 埃尔达·马哈茂多夫 İlhüseyn Hüseynov (1925–2006) | 1991年10月18日 | 1992年5月17日  | 212      | 无党籍             | 阿亚兹·穆塔利博夫   | 1991 | [ 7 ]  |
|      | 法赫拉丁·塔赫马佐夫 Fəxrəddin Təhməzov (1951–)  | 1992年5月17日  | 1993年6月3日   | 382      | 阿塞拜疆人民阵线党 | 同上                | 1992 | [ 8 ]  |
|      | 纳里曼·伊姆拉诺夫 Nəriman İmranov (1944–)       | 1993年6月3日   | 1994年10月15日 | 499      | 阿塞拜疆人民阵线党 | 阿布法兹·埃利奇别伊 | 1993 | [ 9 ]  |
|      | 纳米格·阿巴索夫 Namiq Abbasov (1940–)           | 1995年5月22日  | 2004年7月23日  | 3411     | 新阿塞拜疆党       | 盖达尔·阿利耶夫     | 1995 | [ 10 ] |
|      | 埃尔达·马哈茂多夫 Eldar Mahmudov (1956–)        | 2004年7月23日  | 2015年10月17日 | 7514     | 新阿塞拜疆党       | 伊利哈姆·阿利耶夫   | 2004 | [ 11 ] |